# Arıcak (district)
Aricak is een Turks district in de provincie Elazığ en telt 16.466 inwoners (2007). Het district heeft een oppervlakte van 399,7 km². Hoofdplaats is Arıcak.
De bevolkingsontwikkeling van het district is weergegeven in onderstaande tabel.
| 1997   | 2000   | 2007   |
| ------ | ------ | ------ |
| 17.131 | 20.596 | 16.466 |